# J.J. Voigt
Julius Jensenius Voigt (22. juli 1850 i København – 3. februar 1922 sammesteds) var en dansk ingeniør. 
Voigt blev student fra Metropolitanskolen 1868, cand. polyt. 1876, assistent ved tegneundervisningen på Polyteknisk Læreanstalt 1873-83, assisterende ingeniør hos Opvarmnings- og Ventilationsingeniører 1877-83, ved Københavns Brolægnings- og Vejvæsen 1880 (fra 1885 uafbrudt), fuldmægtig sammesteds 1886.
Voigt blev ingeniør hos Købehavns stadsingeniør 1887, afdelingsingeniør sammesteds 1898, stadsingeniør 1902 (efter Charles Ambt). Han blev tillige censor ved den Polytekniske Læreanstalts afgangseksamen 1899, medlem af bestyrelsen for Selskabet for Sundhedsplejen i Danmark 1903 og for Polyteknisk Understøttelsesforening 1904. 
Voigt har udarbejdet: Statistiske Oplysninger angaaende Den polytekniske Læreanstalts Kandidater (1890 og 1903).
Han blev Ridder af Dannebrog 1913 og Dannebrogsmand 1920.
Voigt er begravet på Vestre Kirkegård.